# جون أندرياسن
جون أندرياسن (بالنرويجية البوكمول: John Andreassen)‏ هو منتج تلفزيوني نرويجي، ولد في 26 أغسطس 1943 في أوسلو في النرويج.